# Hundred-Islands-Nationalpark
Koordinaten: 16° 12′ N, 120° 2′ O
Der Hundred-Islands-Nationalpark befindet sich in den Küstengewässern der philippinischen Provinz Pangasinan und ist ein beliebtes Reiseziel von Touristen. 

Der Nationalpark liegt bei Alaminos. Der Archipel umfasst 123 kleinere Inseln und bedeckt eine Fläche von  1884 Hektar. Nur die drei Inseln Governor, Quezon und Children's Island sind bisher für den Tourismus erschlossen worden. Ein ähnliches Aussehen und Form hat die Britania-Inselgruppe vor der Küste von Mindanao. 

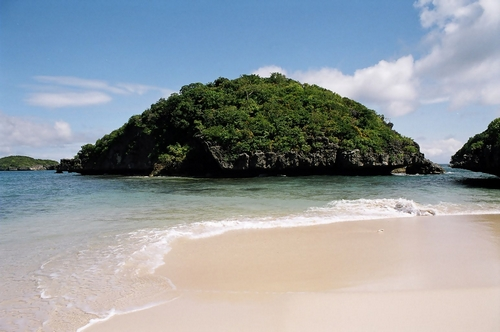
Eine der Inseln des Hundred-Islands-Nationalpark

## Geschichte
Der Park wurde durch die Proklamation Nr. 667 des Präsidenten errichtet und umfasst eine Fläche von 16,76 Quadratkilometern, die am 18. Januar 1940 von Präsident Manuel L. Quezon zum Wohle der Bevölkerung der Philippinen unterzeichnet wurde und als Hundert Inseln Nationalpark (HINP) bekannt ist.
Mit dem am 22. Juni 1962 unterzeichneten Gesetz Nr. 3655 der Republik wurde die Behörde für die Erhaltung, Entwicklung und Verwaltung des HINP, die Hundred Islands Conservation and Development Authority (HICDA), geschaffen. Der Park einschließlich der Lucap-Bucht wurde gemäß Abschnitt 35 des Präsidialerlasses Nr. 564 von der HICDA an die philippinische Tourismusbehörde (PTA) übertragen.
Am 27. April 1982 wurde unter der Proklamation Nr. 2183 der Nationalpark einschließlich der Lucap-Bucht und seiner Vorlandbereiche, beginnend von Sitio Telbang im Osten bis Sitio Recudo im Westen, zur Touristenzone und zum Meeresschutzgebiet unter der Kontrolle und Verwaltung des PTA erklärt. Als Folge davon wurden die Parzellen des Landreservats für die Mehrzweckfarm für Meeresfischerei (die unter der Proklamation Nr. 1282 vom 21. Juni 1974 geschaffen wurde) durch die am 6. November 1982 erlassene Präsidialproklamation Nr. 2237 aufgehoben und ebenfalls zu Entwicklungszwecken unter die Kontrolle und Aufsicht der Tourismusbehörde gestellt.
Die von Präsidentin Gloria Macapagal-Arroyo am 21. Juni 2005 unterzeichnete Verfügung Nr. 436 übertrug die Verwaltung, das Management, die Instandhaltung und den Betrieb des gesamten Hundert-Insel-Nationalparks (HINP), einschließlich aller Aktivitäten, Einrichtungen und Verbesserungen danach, von der philippinischen Tourismusbehörde (PTA) an die Stadtregierung von Alaminos, Pangasinan, in Anwendung des republikanischen Gesetzes Nr. 436. 7160. Auch bekannt als der Local Government Code von 1991. Dabei fördert der Code die Übertragung von Macht und Autorität von der nationalen Regierung auf lokale Regierungseinheiten, in Übereinstimmung mit dem von der Verfassung vorgeschriebenen Dezentralisierungsprogramm der Regierung.